# 糸魚健一
糸魚 健一（いとい けんいち、Ken'ichi Itoi）は、京都を拠点に活動する日本の電子音楽家、トラックメーカー。日本のエレクトロニカ～電子音楽シーンの第一人者として活躍してきたPsysEx(サイセクス)としても知られる。エッジーなエレクトロニカ～電子音楽をリリースし続ける老舗レーベル〈shrine.jp〉(傘下には、ダンス系の派生レーベル〈MYTH〉もある)の主宰者。これまでインディ・ペンデントに地道に活動を続け、自身の作品を含めてさまざまな作品を重ねている。レイ・ハラカミや竹村延和と並ぶ京都電子音楽シーンの牽引者として知られる。

## 経歴
PsysEx(サイセクス)名義でポリリズムをテーマにアルバム6作品、12インチ3作品、カセット1作品を発表してきた。リミックスワーク、コンピレーション参加、別名義での活動等、多数リリースに関わってる。細野晴臣氏のレーベルからのアルバムリリースやAtom™、Alva Noto、Oval、AOKI takamasaとのコラボレーション作品がトピックといえる。1997年 京都発アドバンスドレーベルshrine.jp(シュラインドットジェイピー)を発足。2016年 ダンスミュージックに特化するサブレーベルMYTH(ミス)を発足。2017年 本人名義によるshrine.jp20周年記念作品「EXN(縁)」をリリース。
PsysEx（サイセクス）名義の他に、DJ iToy、avant-gals、attic plan、plan+e等がある。

## ディスコグラフィー

### アルバム
- Polyrhythm_system Exclusive Message (2002年、Ryoondo-Tea)
- Polyrhythm_system Exclusive Message iii (2005年、Daisyworld Discs)
- Polyrhythm_system Exclusive Message 2 (2005年、Ryoondo-Tea)
- psx_vi (2008年、Underground Gallery Productions)
- 603 EP (2009年、shrine.jp)
- x (2012年、shrine.jp)
- Apex (2016年、shrine.jp)
- Apex ~Extended Play (2016年、shrine.jp)
- Apex ~Magnetism & Angular-Momentum (2016年、duenn)
- EXN (2017年、shrine.jp)